# Фортенберри, Джо
Джозеф Кефис «Джо» Фортенберри (англ. Joseph Cephis "Joe" Fortenberry; 1 апреля 1911 года, Слайделл, Техас, США ― 3 июня 1993 года, Амарилло, Техас, США) ― американский баскетболист, участник летних Олимпийских игр 1936. Выступал за американскую баскетбольную команду, игроки которой выиграли золотые медали. Он сыграл два матча, в том числе и в финале.
После Олимпиады Фортенберри играл в течение пяти сезонов в клубе «Филлипс 66 Ойлерз», ведущем клубе в баскетбольной лиге AAU. Он играл начиная с сезона 1936-37 года по сезон 1940-41 года, выиграв национальный чемпионат AAU в 1940 году. После колледжа Фортенберри играл за «Огден Бустерс» из Юты, затем перешёл в «Макферсон Ойлерз»: эта была команда, которая выиграла чемпионат AAU в 1936 году, ещё до начала Олимпиады. Был одним из самых результативных игроков своей лиги. Считается одним из первых, если не самым первым, кто начал бросать мяч в той позиции, когда рука находится на одном положении с корзиной: об этом писал репортёр мистер Дейли из Нью-Йорк Таймс.